# Saldé
Saldé (ou Salde) est une localité du nord du Sénégal, située sur le fleuve Sénégal, à l'extrémité est de l'île à Morfil.

## Histoire
La commune de Saldé a été habitée par les Wolof vers le Xe siècle de notre ère qui lui donnaient le nom de Taiba Gouye. Abandonnée à la suite de la poussée vers le Sud de ce peuple, Saldé va renaître lors de la révolution torodo lorsque le premier almamy Abdel Kader Kane ordonnera aux habitants de Pété de garder et de prévenir contre les incursions des Maures, le passage à gué lors de la décrue qui se trouvait au salndu (confluence des deux bras du fleuve) – qui deviendra Saldé – à proximité. Le poste de Gué sera construit et dirigé par Demba Elimane Moktar Ly, de Pété.

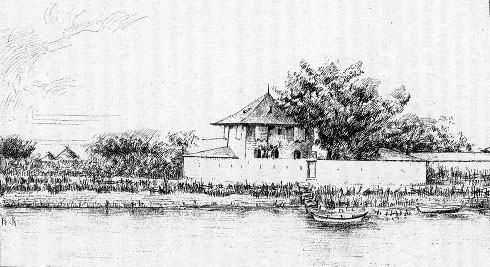
Le poste de Saldé (illustration de Côte occidentale d'Afrique, 1890.
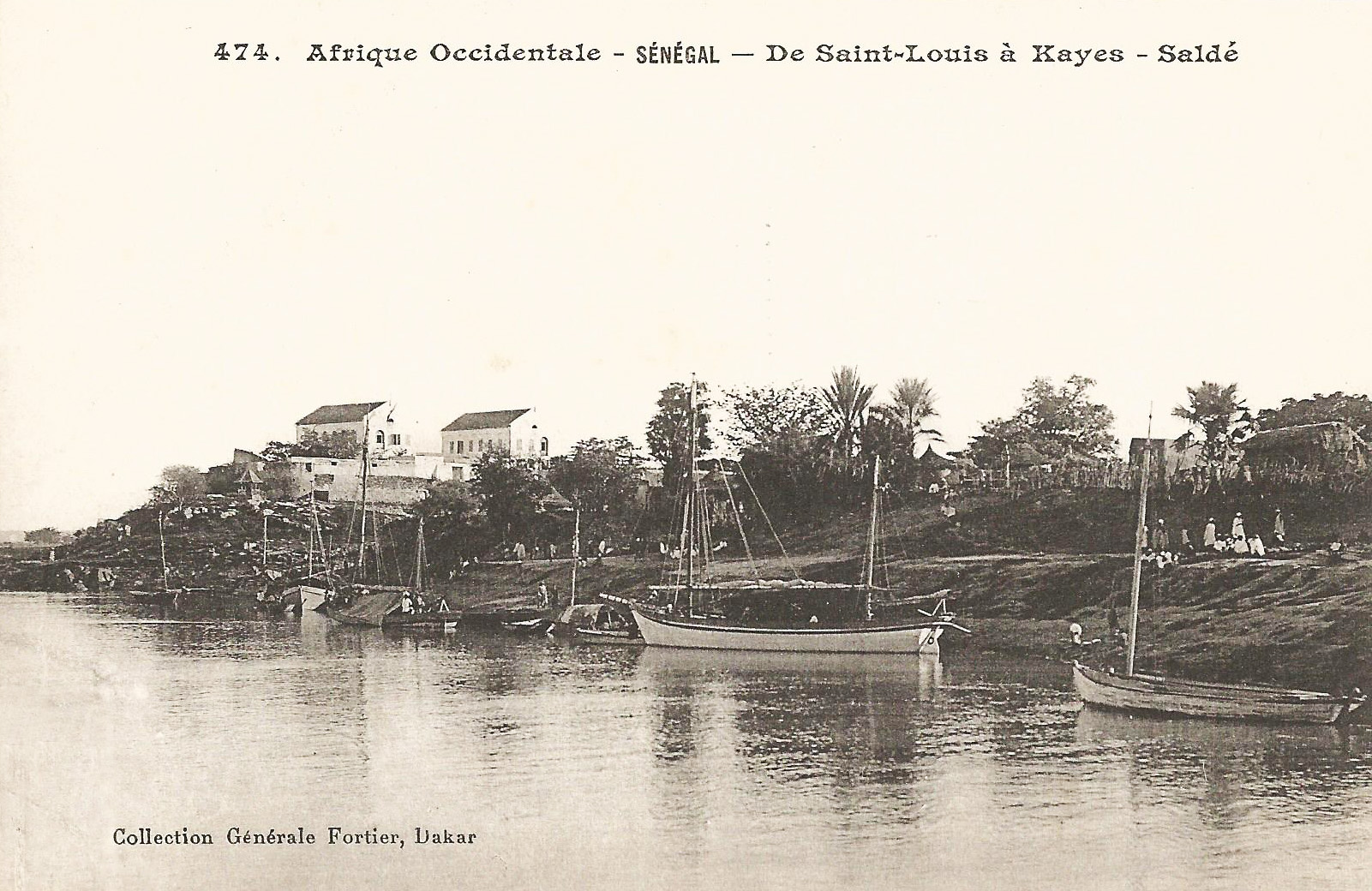
Saldé (début du XXe siècle).
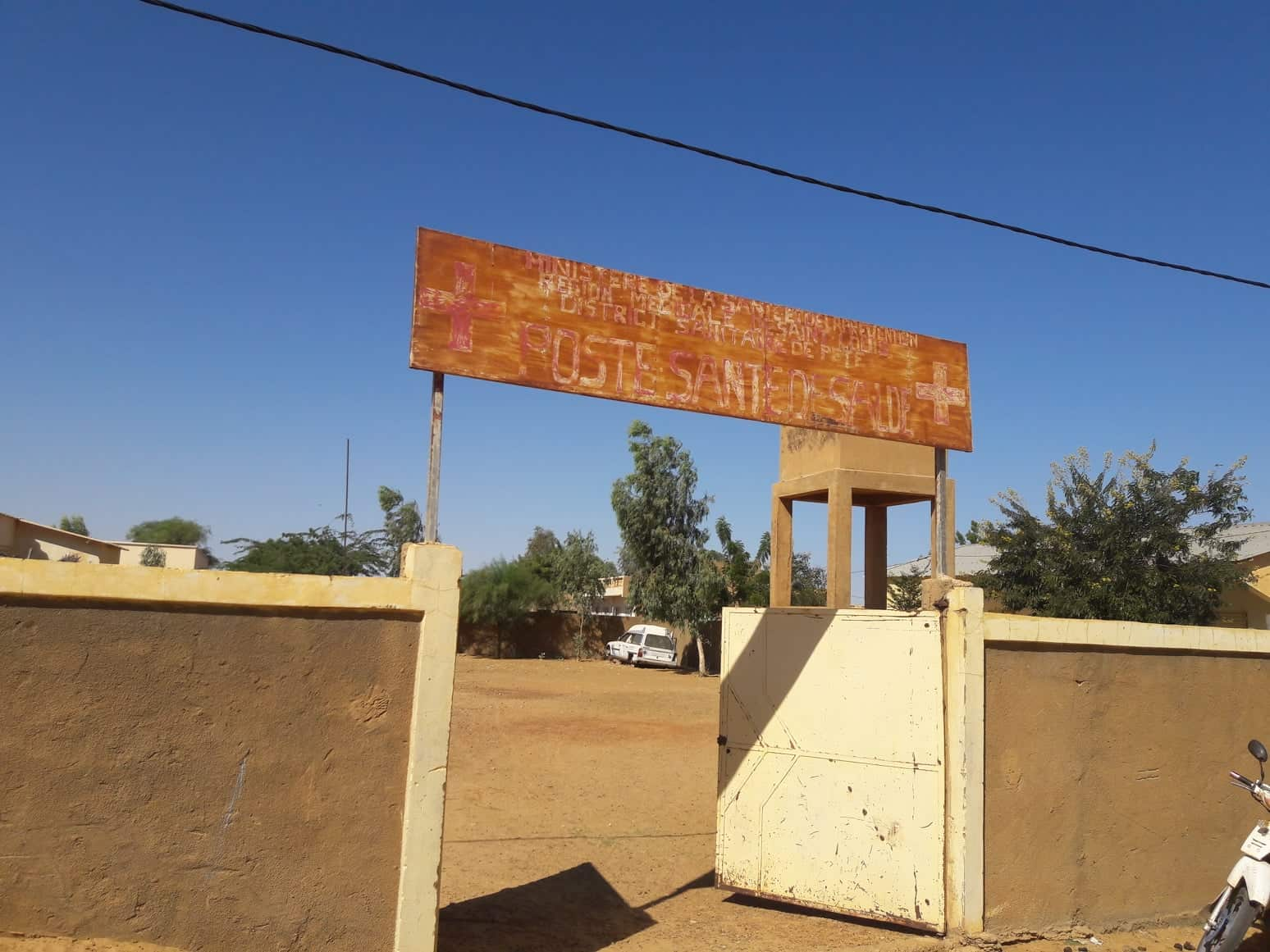
Entrée du poste de santé en 2018.

## Administration
Salde fait partie de la Communauté rurale de Pété. C'est le chef-lieu de l'arrondissement de Saldé dans le département de Podor (région de Saint-Louis).

## Géographie
Les localités les plus proches sont Ngoui, Barobe, Sori Malé (en Mauritanie), Lilia, Dabe, Hai Medat, Kourel et Vinding.

### Population
Lors du dernier recensement, Saldé comptait 1 793 habitants et 208 ménages.

### Activités économiques
Agriculture

## Personnalités
- Aboubakry Kane (1925-2014), homme politique sénégalais